# 小英教育基金會
財團法人小英教育基金會（英語：Thinking Taiwan Foundation），簡稱小英基金會；是2012年7月18日由蔡英文成立的一個基金會。經營網路深度報導平台「想想論壇」。

## 簡介
希望用「思考力」、「行動力」和「社會力」這「三支火柴」，結合廣大的社會民間能量，一起點亮台灣的希望。

## 成員
董事長：簡志忠
執行長：張振亞
監事：劉錦添
董事：陳忠源、顏志發、陳義丕、張振亞。

## 外部連結
- 官方网站
- 想想論壇 （页面存档备份，存于）